# بيتر بيتر كامبل
بيتر بيتر كامبل (بالإنجليزية: Angus Peter Campbell)‏ هو كاتب وشاعر بريطاني، ولد في 1952 في South Boisdale ‏ في المملكة المتحدة.

## وصلات خارجية
- بيتر بيتر كامبل على موقع IMDb (الإنجليزية)
- بيتر بيتر كامبل على موقع ميوزك برينز (الإنجليزية)
- بيتر بيتر كامبل على موقع قاعدة بيانات الفيلم (الإنجليزية)